# Trîputnea, Dubrovîțea
Trîputnea (în ucraineană Трипутня) este localitatea de reședință a comunei Trîputnea din raionul Dubrovîțea, regiunea Rivne, Ucraina.

## Demografie
Componența lingvistică a localității Trîputnea
     Ucraineană (99,08%)
     Alte limbi (0,92%)
Conform recensământului din 2001, majoritatea populației localității Trîputnea era vorbitoare de ucraineană (99,08%), existând în minoritate și vorbitori de alte limbi.